# Seka Aleksić

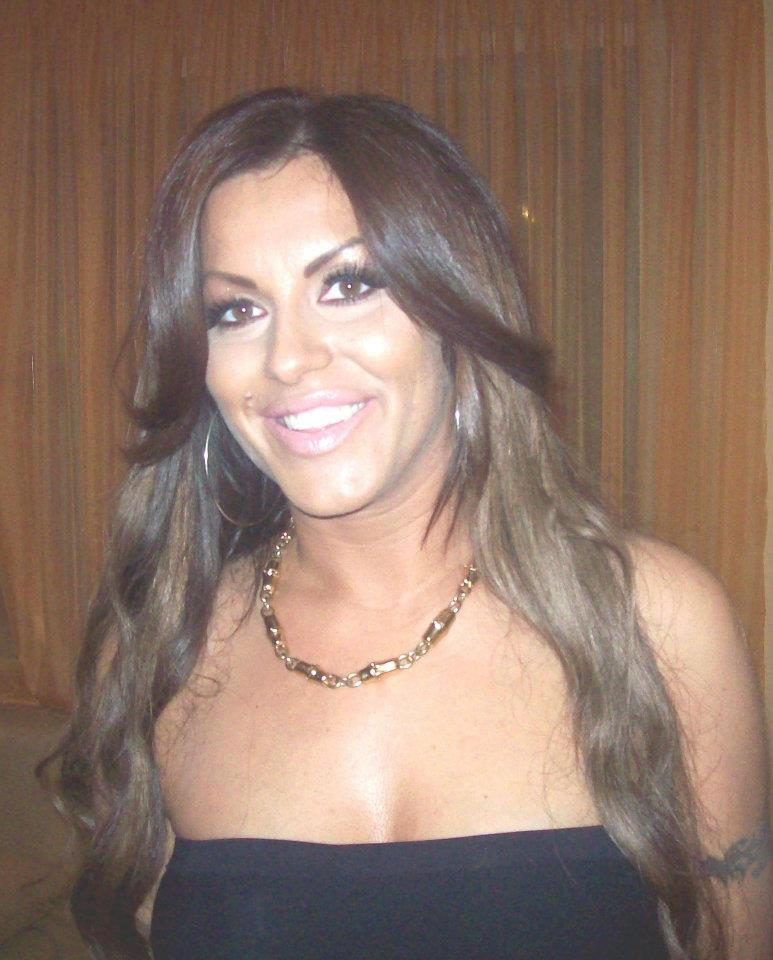
Seka Aleksić (2012)

Svetlana „Seka“ Aleksić (serbokroatisch-kyrillisch Светлана Сека Алексић; * 23. April 1981 in Zvornik, Jugoslawien) ist eine bosnisch-serbische Turbo-Folk-Sängerin, die vor allem auf dem Westbalkan populär ist.

## Frühe Jahre
Seka Aleksić wurde am 23. April 1981 in Zvornik geboren, wo sie gemeinsam in einem Vorort der Stadt mit ihrem Bruder Nedžad bei ihren Eltern Ibrima und Milorad aufwuchs. Als diese sich scheiden ließen, blieb sie bei ihrer Mutter. Während des Bosnienkriegs zogen sie in die serbische Stadt Banja Koviljača, wo Seka die Hauptschule absolvierte, und später in die Nähe von Šabac.

## Karriere
1996 brach sie die Landwirtschaftsschule in Šabac aufgrund mangelnder Leistungen ab und begann, sich mit dem Beginn ihrer Karriere zu beschäftigen. Zu Beginn sang sie in Cafés und wurde mit der Zeit bekannter. Um ihren Bekanntheitsgrad weiter zu erhöhen, zog sie für zwei Jahre in die Schweiz, wo sie in Diskotheken und Clubs sang, und zog dann nach Bijeljina. Nach anfänglichen Schwierigkeiten aufgrund ihrer serbisch-bosnischen Abstammung konnte sie ihre Karriere 2002 mit dem Album Idealno tvoja starten. Heute ist sie nicht nur auf dem Westbalkan, sondern auch in vielen europäischen Ländern bei Auswanderern aus dem ehemaligen Jugoslawien populär.
Seit 2002 veröffentlichte sie insgesamt fünf Alben und gilt somit als einer der größten Turbo-Folk-Stars. 2005 veröffentlichte sie das Album Dođi i uzmi me (Komm und nimm mich!), welches eines der erfolgreichsten Alben des Jahres 2005 wurde. Ihre größten Hits sind Crno i zlatno, Balkan, Da sam muško, Dođi i uzmi me, Sviđa mi se tvoja devojka, Za ljubav mobilna, Kad čujem korak tvoj und Moje prvo neverstvo. Ende 2007 veröffentlichte Aleksić ihr viertes Album namens Kraljica, das statt der üblichen zehn Tracks diesmal elf Lieder enthält. Zu vier Titeln, Aspirin, Kraljica, Boli stara ljubav und Poslednji let gibt es derzeit Musikvideos. Mitte Dezember 2009 erschien ihr mittlerweile fünftes Album Slučajni partneri.
Neben ihrer musikalischen Karriere versucht Aleksić sich in weiteren Betätigungsfeldern. In der Komödie Mi nismo anđeli 3 (Wir sind keine Engel 3) trat sie erstmals als Schauspielerin in Erscheinung. Des Weiteren betreibt sie die Modelabels Rich Bitch und Queen.
Mitte April 2010 startete ihre eigene Sendung Moja desna ruka (Meine rechte Hand) auf dem serbischen Sender FOX Televizija, in der sie aus über 450.000 Bewerbern ihre neue rechte Hand, also ihren neuen Assistenten, suchte. Gewinner war der Student Vukašin Ilić. Die Rechte zur Ausstrahlung der Sendung kauften sich neben FOX Televizija der kroatische Sender Nova TV, der bosnische Sender OBN Televizija, in Makedonien SiTel und in Slowenien TV 3.

## Privates
Bei einem Musikfestival in Ćuprija lernte sie ihren ersten Mann kennen. Jedoch ließen sie sich nach einer kurzen Zeit wieder scheiden. Bald danach kam sie mit ihrem Freund und Manager Zoran Kovačević zusammen.
Nach fünf Jahren Beziehung bestätigten Aleksić und Kovačević das Ende ihrer Beziehung. Heute lebt sie mit ihrem Mann Veljko Piljikić in Belgrad. Am 12. September 2010 heiratete das Paar.
Am 24. September 2016 kam ihr erstes Kind Jakov zur Welt.

## Diskografie

### Alben
- 2002: Idealno tvoja
- 2003: Balkan
- 2005: Dođi i uzmi me
- 2007: Kraljica
- 2009: Slučajni partneri
- 2012: Lom
- 2015: Lek za spavanje
- 2017: Koma
- 2022: Bioskop

### Kompilationen
- 2011: The Best Of
- 2015: Best Of
- 2023: Kolekcija Singlova

### EPs
- 2015: Singlovi
- 2024: Trilogy
- 2024: Trilogy 2

### Singles (Auswahl)
| - 2002: Da Sam Muško - 2003: Crno I Zlatno - 2003: Balkan - 2003: K'o Da Sutra Ne Postoji - 2005: Svi Tvoji Milioni - 2005: Dođi i uzmi me - 2005: Za Ljubav Mobilna - 2005: Sviđa Mi Se Tvoja Devojka - 2005: Iskoristi Moje Mane - 2007: Aspirin - 2007: Poslednji Let - 2007: Boli Stara Ljubav - 2007: Kraljica - 2009: Rođena S Vukovima - 2015: Crveni Ruž - 2015: Lek Za Spavanje - 2015: Ti Se Hrani Mojim Bolom (mit Sha; Original: Paola – Ti Se Pianei) - 2015: Chivas - 2016: Crnooka - 2017: Poludela | - 2017: Ti I Ja Smo Par - 2017: Evo - 2017: Doktore - 2018: Folirant - 2018: Oslobodi Me - 2018: Bolja Sam Od Zdravlja - 2019: Zakuni se u kurvu - 2019: Nista Me Vise Ne Boli - 2019: Sahara - 2020: Adio - 2021: Dok Si Tu - 2021: Lomis Me - 2022: Rana - 2022: Luda glava - 2022: Pridji ako smes - 2022: Voli me, ne voli - 2023: Emotivno Nedostupan - 2024: Umri Do Zore - 2024: Ti i ja (Original: Mahsun Kırmızıgül – Belalım) |